# Vallée du Dessoubre
Vallée du Dessoubre este o arie protejată (sit de importanță comunitară — SCI) din Franța întinsă pe o suprafață de 16.636 ha, integral pe uscat.

## Localizare
Centrul sitului Vallée du Dessoubre este situat la coordonatele 47°10′38″N 6°37′09″E / 47.17722°N 6.61917°E.

## Înființare
Situl Vallée du Dessoubre a fost declarat arie specială de conservare în baza directivei 92/43 din 1992 referitoare la conservarea habitatelor naturale și a faunei și florei sălbatice pentru a proteja 22 de specii de animale.

## Biodiversitate
Situată în ecoregiunea continentală, aria protejată conține 28 de habitate naturale: Peșteri inaccesibile publicului, Păduri de fag Asperulo-Fagetum, Păduri pe pante, grohotișuri și ravene de Tilio-Acerion, Grohotișuri medio-europene calcaroase, de la nivel colinar și montan, Păduri de fag din Europa Centrală dezvoltate pe sol calcaros cu Cephalanthero-Fagion, Formațiuni stabile xerotermofile de Buxus sempervirens pe pante stâncoase (Berberidion p.p.), Pajiști carstice calcaroase sau bazofile, de Alysso-Sedion albi, Liziere de ierburi înalte hidrofile de câmpie și de nivel montan până la alpin, Turbării active, Mlaștini alcaline, Grohotișuri calcaroase și de șisturi calcaroase de la nivelul montan până la nivelul alpin (Thlaspietea rotundifolii), Mlaștini împădurite, Ape stătătoare oligotrofe până la mezotrofe, cu vegetație de Littorelletea uniflorae și/sau de Isoëto-Nanojuncetea, Ape puternic oligomezotrofe cu vegetație bentonică cu Chara spp., Lacuri eutrofice naturale cu vegetație de tip Magnopotamion sau Hydrocharition, Formațiuni de Juniperus communis pe lande sau pajiști calcaroase, Cursuri de apă de la nivel de câmpie la nivel montan, cu vegetație Ranunculion fluitantis și Callitricho-Batrachion, Păduri aluvionare cu Alnus glutinosa și Fraxinus excelsior (Alno-Padion, Alnion incanae, Salicion albae), Pajiști cu Molinia pe soluri calcaroase, turboase sau argilos-nămoloase (Molinion caeruleae), Păduri de stejar sau de stejar și carpen sub-atlantice și medio-europene de Carpinion betuli, Mlaștini oligotrofe degradate, capabile încă de regenerare naturală, Fânețe montane, Mlaștini turboase de tranziție și turbării mișcătoare, Pajiști uscate seminaturale și facies de acoperire cu tufișuri pe substraturi calcaroase (Festuco-Brometalia) (* situri importante pentru orhidee), Fânețe de joasă altitudine (Alopecurus pratensis, Sanguisorba officinalis), Izvoare petrifiante cu formare de travertin (Cratoneurion), Grohotișuri termofile și vest-mediteraneene, Pante stâncoase calcaroase cu vegetație casmofită.
La baza desemnării sitului se află mai multe specii protejate:
- amfibieni (2): izvoraș-cu-burta-galbenă (Bombina variegata), triton cu creastă (Triturus cristatus)
- mamifere (8): liliac cârn (Barbastella barbastellus), râs eurasiatic (Lynx lynx), liliac cu aripi lungi (Miniopterus schreibersii), liliac cu urechi mari (Myotis bechsteinii), liliac cărămiziu (Myotis emarginatus), liliac comun (Myotis myotis), liliacul mare cu potcoavă (Rhinolophus ferrumequinum), liliacul mic cu potcoavă (Rhinolophus hipposideros)
- nevertebrate (7): Austropotamobius pallipes, Coenagrion mercuriale, fluturele auriu (Euphydryas aurinia), libelule (Leucorrhinia pectoralis), rădașcă (Lucanus cervus), fluturele purpuriu (Lycaena dispar), Lycaena helle
- pești (5): zglăvoacă (Cottus gobio), cicar (Lampetra planeri), Parachondrostoma toxostoma, boarță (Rhodeus amarus), clean dungat (Telestes souffia)

Pe lângă speciile protejate, pe teritoriul sitului au mai fost identificate 25 de specii de plante, 9 specii de păsări, 10 specii de amfibieni, 12 specii de mamifere, 10 specii de nevertebrate, 4 specii de pești, 7 specii de reptile.